# Nuoto ai XIX Giochi asiatici - 400 metri misti maschili
La gara dei 400 metri misti maschili di nuoto ai XIX Giochi asiatici si è svolta il 26 settembre 2023, durante i XIX Giochi asiatici, presso l'Hangzhou Olympic Sports Expo Center.

## Podio
| Pos.    | Atleta       | Nazione  |
| ------- | ------------ | -------- |
| Oro     | Tomoru Honda | Giappone |
| Argento | Daiya Seto   | Giappone |
| Bronzo  | Wang Shun    | Cina     |

## Record
Prima della manifestazione il record del mondo (RM), il record asiatico (AS) e il record dei giochi (RC) erano i seguenti.
|  | 4'02"50 | Léon Marchand | 23 luglio 2023 Fukuoka       |
|  | 4'06"05 | Kōsuke Hagino | 6 agosto 2016 Rio de Janeiro |
|  | 4'07"75 | Kōsuke Hagino | 24 settembre 2014 Incheon    |

Durante la competizione non sono stati migliorati record.

## Programma
| Data              | Ora (UTC+8) | Turno    |
| ----------------- | ----------- | -------- |
| 26 settembre 2024 | 10:14       | Batterie |
| 26 settembre 2024 | 19:36       | Finale   |

## Risultati

### Batterie
| Pos. | Batteria | Atleta                    | Nazionalità   | Tempo        | Note |
| ---- | -------- | ------------------------- | ------------- | ------------ | ---- |
| 1    | 2        | Tomoru Honda              | Giappone      | 4'16"60      |      |
| 2    | 3        | Daiya Seto                | Giappone      | 4'19"69      |      |
| 3    | 3        | Wang Shun                 | Cina          | 4'20"68      |      |
| 4    | 3        | Tao Guannan               | Cina          | 4'20"79      |      |
| 5    | 2        | Kim Min-suk               | Corea del Sud | 4'22"61      |      |
| 6    | 3        | Nguyen Quang Thuan        | Vietnam       | 4'22"79      |      |
| 7    | 3        | Tran Hung Nguyen          | Vietnam       | 4'22"97      |      |
| 8    | 2        | Wang Hsing-hao            | Taipei cinese | 4'23"70      |      |
| 9    | 2        | Peter Harry Whittington   | Hong Kong     | 4'26"74      |      |
| 10   | 3        | Tan Kai Xin               | Malaysia      | 4'27"48      |      |
| 11   | 3        | Egor Petryakov            | Uzbekistan    | 4'27"87      |      |
| 12   | 2        | Munzer Kabbara            | Libano        | 4'28"82      |      |
| 13   | 3        | Dulyawat Kaewsriyong      | Thailandia    | 4'32"50      |      |
| 14   | 3        | Zackery Tay Quan Long     | Singapore     | 4'37"43      |      |
| 15   | 2        | Ryan Cheung               | Hong Kong     | 4'38"24      |      |
| 16   | 2        | Hamza Shalan              | Qatar         | 4'57"99      |      |
| 17   | 1        | Muhammad Amaan Siddiqui   | Pakistan      | 5'01"12      |      |
| 18   | 1        | Turmunkh Duurenbayar      | Mongolia      | 5'06"19      |      |
| 19   | 1        | Mohamed Rihan Shiham      | Maldive       | 5'14"03      |      |
| 20   | 1        | Azhar Abbas               | Pakistan      | 5'24"77      |      |
| DSQ  | 1        | Tugsmandakh Munkh-Undraga | Mongolia      | Squalificato |      |

### Finale
| Pos. | Atleta             | Nazionalità   | Tempo   | Note |
| ---- | ------------------ | ------------- | ------- | ---- |
|      | Tomoru Honda       | Giappone      | 4'11"40 |      |
|      | Daiya Seto         | Giappone      | 4'12"88 |      |
|      | Wang Shun          | Cina          | 4'15"12 |      |
| 4    | Tao Guannan        | Cina          | 4'18"40 |      |
| 5    | Kim Min-suk        | Corea del Sud | 4'18"54 |      |
| 6    | Wang Hsing-hao     | Taipei cinese | 4'18"68 |      |
| 7    | Nguyen Quang Thuan | Vietnam       | 4'19"52 |      |
| 8    | Tran Hung Nguyen   | Vietnam       | 4'26"44 |      |